# Eugenia Sacerdote de Lustig

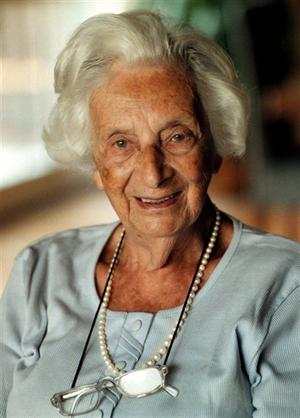
Eugenia Sacerdote de Lustig (1910–2011)

Eugenia Sacerdote de Lustig (* 9. November 1910 in Turin, Italien; † 27. November 2011 in Buenos Aires, Argentinien) war eine italienisch-argentinische Medizinerin. Sacerdote gilt als Pionierin der Polio-Impfung in Argentinien; sie veröffentlichte mehr als 180 Werke.

## Leben
Eugenia Sacerdote wurde 1910 im italienischen Turin geboren. Zusammen mit ihrer Cousine Rita Levi-Montalcini – einer späteren Medizin-Nobelpreisträgerin – beschloss sie 1930 an der Universität Turin Medizin zu studieren. Beide, Levi-Montalcini wie Sacerdote, waren Schülerinnen des Professors Giuseppe Levi, Sacerdote arbeitete später bei ihm. Während ihres Studiums lernte sie auch ihren späteren Ehemann, Maurizio Lustig, ein Pirelli-Ingenieur, kennen und heiratete ihn.
Im Zuge der aufkommenden staatlichen Diskriminierung von Jüdinnen und Juden verlor Sacerdote 1938 ihre Stelle an der Universität, da sie einer sephardischen Familie entstammte. Zusammen mit ihrem Ehemann und ihrer Tochter emigrierte sie 1939 nach Argentinien. Sie begann dort an der Universidad de Buenos Aires im Bereich der Histologie zu forschen und zu lehren. Unter anderem beschäftigte sie sich mit In-vitro-Zellkulturen.
Während einer großen Poliomyelitis-Epidemie Ende der 1950er Jahre in Argentinien schickte die Weltgesundheitsorganisation Sacerdote in die Vereinigten Staaten, um dort mehr von der Arbeit des amerikanischen Immunologen Jonas Salk zu erfahren. Zurückgekommen impfte sie sich und ihre Kinder in der Öffentlichkeit, um die Bevölkerung vom Sinn und Nutzen der Polio-Impfung zu überzeugen.
Später wechselte Sacerdote zum Instituto Malbrán und leitete dort die Abteilung für Virologie. Ebenso arbeitete sie am Instituto de Oncología Ángel H. Roffom, wo sie Tumorzellen erforschte. Seit 1989 erforschte sie die Bedeutung von freien Radikalen und oxidativem Stress bei Patienten mit Alzheimer- und Parkinson-Erkrankung sowie vaskulärer Demenz, um so mehr zu neurologischen Erkrankungen zu erfahren.
Sie arbeitete bis in ihre achtziger Jahre, gab dann jedoch ihre Arbeit auf, da ihre zunehmende Blindheit ihre Tätigkeit erschwerte. Kurz vor ihrem Tod erhielt sie eine der höchsten Auszeichnung des argentinischen Staates, die „Medalla del Bicentenario“. Eugenia Sacerdote de Lustig starb 2011 im Alter von 101 Jahren in Buenos Aires.